# Hà Trúc Linh
Hà Trúc Linh (sinh ngày 2 tháng 11 năm 2004) là một hoa hậu và người mẫu người Việt Nam. Cô đăng quang Hoa hậu Việt Nam 2024 và trước đó từng đạt danh hiệu Hoa khôi tại cuộc thi Nét đẹp sinh viên Đại học Tài chính - Marketting 2023.

## Tiểu sử
Hà Trúc Linh sinh năm 2004 tại Phú Yên, cô hiện đang là sinh viên khoa Marketing tại Trường Đại học Tài chính – Marketing.

## Sự nghiệp

### Nét đẹp sinh viên Đại học Tài chính - Marketting 2023
Trúc Linh đạt danh hiệu Hoa khôi tại cuộc thi Nét đẹp sinh viên Đại học Tài chính - Marketting 2023 do Trường Đại Học Tài chính – Marketing tổ chức vào ngày 14/10/2023.

### Hoa hậu Việt Nam 2024
Sau khi đạt danh hiệu Hoa khôi cấp trường, Trúc Linh tiếp tục tham gia Hoa hậu Việt Nam 2024 và xuất sắc đăng quang vào tối ngày 27/6/2025 tại Sân khấu mặt nước, Sông Hương, Huế.